# Türkentor
De Türkentor is een tentoonstellingsruimte, die deel uitmaakt van het Kunstareal München in de Beierse hoofdstad München.

## Geschiedenis
De Türkentor is het, onder monumentenzorg staande, restant van de voormalige, inmiddels gesloopte, zogenaamde Türkenkaserne, de in 1826 in Classicistische stijl gebouwde, kazerne van het Königlich Bayerisches Infanterie-Leib-Regiment.
De benaming Türkenkaserne gaat terug tot de destijds door Turkse krijgsgevangenen gegraven Türkengraben, een gracht langs de Kurfürstenstraße. Ook de Türkenstraße in München heeft zijn naam hieraan te danken. De kazerne werd in de Tweede Wereldoorlog gedurende bombardementen zwaar beschadigd. Reeds in 1945 werden grote delen van het complex afgebroken.
Het gebouw werd tussen 2008 en 2010 gerenoveerd en doet thans dienst als tentoonstellingsplatform voor de nabijgelegen Pinakothek der Moderne en het in 2008 voltooide Museum Brandhorst. In de Türkentor, die in oktober 2010 voor het publiek werd geopend, wordt de door de Stiftung Brandhorst aangekochte sculptuur Large Red Sphere van de Amerikaanse kunstenaar Walter De Maria getoond.